# Lukácsfa
Lukácsfa (korábban Lukasócz, szlovénül: Lukačevci, vendül Likačavci) falu Szlovéniában, Muravidéken, Pomurska régióban.  Közigazgatásilag Alsómaráchoz tartozik.

## Fekvése
Muraszombattól 5 km-re keletre Kismálnással összeépülve fekszik.

## Története
A település első írásos említése 1366-ban történt. 1365-ben Széchy Péter fia Miklós dalmát-horvát bán és testvére Domonkos erdélyi püspök kapták királyi adományul illetve cserében a Borsod vármegyei Éleskőért, Miskolcért és tartozékaikért Felsőlendvát és tartozékait, mint a magban szakadt Omodéfi János birtokát. A település a későbbi századokon át is birtokában maradt a családnak. Az 1366-os beiktatás alkalmával részletesebben kerületenként is felsorolják az ide tartozó birtokokat, melyek között a falu „Lukachouch in districtu Sancti Martini” alakban szerepel.  Nem sokkal korábban alapították.
1685-ben a Széchyek fiági kihalásával a Batthyányak birtoka lett.
Vályi András szerint „LUKASÓCZ. Lukasovcze. Horvát, és német falu Vas Várm. földes Ura G. Batthányi Uraság, lakosai katolikusok, fekszik Murai Szombatnak szomszédságában, és annak filiája, síkos földgye termékeny, réttye jó, legelője, és fája elég, szőlei is vannak, keresetre módgyok Stáyer Országban.”
Fényes Elek szerint „Lukasocz, vindus falu, Vas vmegyében, a muraszombati uradalomban: 62 kath. lak. Ut. posta Radkersburg.”
Vas vármegye monográfiája szerint „Lukácsfa kis vend község, összesen 11 házzal és 61 r. kath. és ág. ev. vallású lakossal. Postája és távírója Mura-Szombat.”
1910-ben 67, túlnyomórészt szlovén lakosa volt. A trianoni békeszerződésig Vas vármegye Muraszombati járásához tartozott, 1919-ben átmenetileg de facto a Mura Köztársaság része lett. Még ebben az évben a Szerb–Horvát–Szlovén Királysághoz csatolták, ami 1929-től Jugoszlávia nevet vette fel. 1941-ben átmeneti időre ismét Magyarországhoz tartozott, 1945 után visszakerült jugoszláv fennhatóság alá. 1991 óta a független Szlovénia része. 2002-ben 54 lakosa volt.

## Nevezetességei
Szent Péter és Pál apostolok tiszteletére szentelt római katolikus kápolnája 1872-ben épült.